# Тіїгі-Ярв
Тіїгі-Ярв (ест. Tiigi järv, інші назви ест. Tiigijärv, Tõula järv) — озеро в Естонії, що розташоване на острові Сааремаа, у волості Кіхельконна.